# Saint-Léonard, Pas-de-Calais
Saint-Léonard är en kommun i departementet Pas-de-Calais i regionen Hauts-de-France i norra Frankrike. Kommunen ligger i kantonen Samer som tillhör arrondissementet Boulogne-sur-Mer. År 2022 hade Saint-Léonard 3 346 invånare.

## Befolkningsutveckling
Antalet invånare i kommunen Saint-Léonard
| Referens: INSEE |